# Hungersnot in der Sowjetunion 1946–1947
Die Hungersnot in der Sowjetunion in den Jahren 1946 und 1947 war eine der drei großen Hungersnöte in der Geschichte der Sowjetunion.
Die Zahl der Todesopfer liegt zwischen 1 und 2 Millionen, und die Hungersnot zeichnete sich durch eine besonders hohe Kindersterblichkeit aus. Besonders schwer von der Hungersnot betroffen waren die Ukrainische SSR und die Moldauische SSR, aber auch die Weißrussische SSR und die Russische SFSR hatten schwere Verluste zu beklagen.
Verschiedene Faktoren spielten bei der Hungersnot eine Rolle: Die während des Zweiten Weltkriegs erlittenen Infrastrukturschäden und Menschenverluste, die Dürre des Jahres 1946, die überhastete Wirtschaftspolitik der sowjetischen Regierung nach dem Krieg, und der Unwille der Sowjetregierung, internationale Hilfe zu erbitten.
Die Hungersnot geschah gleichzeitig mit dem deutschen Hungerwinter 1946/47.

## Hintergrund

### Hungersnöte in der UdSSR
Nach der Hungersnot in Sowjetrussland 1921–1922 und der Hungersnot in der Sowjetunion 1932/1933 (Holodomor, Hungersnot in Kasachstan von 1932–33) war die Hungersnot von 1946 und 1947 die dritte und letzte der großen Hungersnöte der sowjetischen Geschichte. Alternativ werden auch die kriegsbedingten Hungersnöte zwischen 1941 und 1945 als Hungersnot gezählt, wodurch die Hungersnot von 1946 bis 1947 die vierte große Hungersnot der UdSSR wäre. Eine weitere große Hungersnot der russischen Geschichte, zu welcher die Hungersnot von 1946 bis 1947 verglichen werden kann, ist die Hungersnot von 1891 bis 1892, welche 50 Jahre zuvor das Russische Kaiserreich heimsuchte.
Die Hungersnot von 1932 bis 1933 ist aufgrund ihrer weitaus höheren Todeszahlen und der zeitlichen Einordnung vor den Wirren der unmittelbaren Nachkriegszeit wesentlich besser erforscht als die Hungersnot von 1946 bis 1947. Mit der Hungersnot von 1946 bis 1947 hat die Hungersnot von 1932 bis 1933 gemein, dass Josef Stalins Regierung es weitgehend ablehnte, internationale Hilfe für die hungernde Bevölkerung zu erbitten, während die von Wladimir Iljitsch Lenin geleitete Regierung Sowjetrusslands dies während der sowjetrussischen Hungersnot von 1921 bis 1922 tat. Die American Relief Administration (ARA) unter dem späteren US-Präsidenten Herbert Hoover war die größte Hilfsorganisation, die während der Hungersnot von 1921 bis 1922 in Sowjetrussland tätig wurde. Ein weiterer Unterschied zwischen den drei großen Hungersnöten war die generelle geopolitische Lage der Sowjetunion zum jeweiligen Zeitpunkt: Während die Hungersnöte von 1921 bis 1922 und 1946 bis 1947 jeweils auf einen großen militärischen Konflikt folgten (Hungersnot 1921 bis 1922: Erster Weltkrieg, Russischer Bürgerkrieg; Hungersnot 1946 bis 1947: Zweiter Weltkrieg), ist dies für die Hungersnot von 1932 bis 1933 nicht der Fall.
Alle drei Hungersnöte hatten gemein, dass sie durch die aggressive Wirtschafts- und Agrarpolitik der sowjetischen Regierung befeuert wurden, z. B. die Zwangskollektivierung. Besonders der Vergleich zur zaristischen Hungersnot von 1891/1892, welche trotz ähnlicher Dürrebedingungen in lediglich 375.000 Todesopfern (Todesrate 1891/1892: 1,05; Todesrate 1946/1947: 2,85) resultiert hatte, legt nahe, dass sowjetische Agrarpolitik verheerende Folgen für die sowjetische Erntesicherheit hatte.

### Zweiter Weltkrieg
Der Zweite Weltkrieg, in der Sowjetunion als „Großer Vaterländischer Krieg“ bekannt, kostete die UdSSR, die zwischen 1941 und 1945 am Krieg teilnahm, mehr als 25 Millionen Menschenleben. Durch diese Menschenverluste sowie durch die Mobilisierung der Zivilbevölkerung in die Rote Armee wurde die sowjetische Wirtschaftskraft um Millionen von Arbeitskräfte verringert, was besonders in der Landwirtschaft massive Ertragsausfälle zur Folge hatte. Etwa sieben Millionen Menschen haben vor allem durch Hunger und unerträgliche Lebensumstände ihr Leben verloren. Insgesamt hat die Hälfte aller sowjetischen Zivilisten während der deutschen Besatzung gehungert. Ursächlich hierfür war das kriegswirtschaftliche Kalkül des Hungerplans, der die rücksichtslose Ausbeutung der besetzten sowjetischen Gebiete zur Versorgung des Deutschen Reiches mit Rohstoffen und Nahrungsmittellieferungen vorsah.
Neben dem Verlust an zivilen Arbeitskräften verursachte der Zweite Weltkrieg zudem massive Material- und Infrastrukturschäden in jenen westlichen Gebieten, die zwischen 1941 und 1944 zeitweise von der deutschen Wehrmacht nach schweren Kämpfen besetzt wurden und welche daraufhin durch ebenso schwere Kämpfe von der Roten Armee zurückgewonnen wurden. Zwischen 12 und 15 Millionen Sowjetbürger flohen ostwärts vor der vorrückenden Wehrmacht, und während der Kämpfe wurden 1.700 Kleinstädte und 70.000 Dörfer zerstört. Während der deutschen Besatzung wurden hunderttausende Zivilisten als Ostarbeiter zwangsrekrutiert. Die Zahl heimatloser und verwahrloster Kinder (russische Bezeichnung: besprizornyye) in der Sowjetunion betrug nach offiziellen Zahlen 296.432 im Jahre 1945, was im Jahre 1946 auf 323.422 anstieg.
Im Vergleich zu den Wirtschaftsdaten von 1940 konnte die sowjetische Landwirtschaft im Jahr 1946 nur noch 50 % bis 70 % der Vorkriegswerte in verschiedensten landwirtschaftlichen Gerätschaften aufweisen, darunter Pflüge (62 %), Sämaschinen (61 %), Dreschmaschinen (64 %) und Erntemaschinen (55 %). Die Zahl von Traktoren fiel zwischen 1941 und 1946 von 435.000 auf 327.000 (75 %), und die Zahl von Personenkraftwagen in den Kolchosen von 107.000 auf 5.000 (4 %). Hornvieh im Besitz der ukrainischen Kolchosen fiel auf 69 % der Vorkriegszahlen, Kühe auf 30 %, Schweine auf 27 %, und Schafe und Ziegen auf 35 %.
Die landwirtschaftlichen Schäden hatten negative Auswirkungen auf die Diversität und Fülle der Ernährung der sowjetischen Arbeiterklasse. Vielerorts war die landwirtschaftliche Versorgung bereits im Winter 1945/1946 auf privatwirtschaftliche und schwarzmarktliche Lebensmittelverkäufe angewiesen, und bereits im Januar 1946 begannen verschiedene sowjetische Provinzen, Viehfutter für den Menschenverzehr umzufunktionieren, um Versorgungsengpässe zu decken.
Der Zweite Weltkrieg hatte der Sowjetunion ein System der Rationierung von Lebensmitteln aufgezwungen, und viele Sowjetbürger waren auf ihre Lebensmittelmarken angewiesen, um zu überleben.
Die Demobilisierung der Roten Armee und die Rückkehr vieler sowjetischer Soldaten zu ihren Familien resultierte außerdem in einem rasanten Anstieg der Geburtenzahlen von 1945 nach 1946.

### Dürre von 1946
Im Frühjahr und Sommer 1946 mangelte es in ganz Europa an Niederschlag, was im besetzten Deutschland zum Hungerwinter 1946/47 beitrug und in der Sowjetunion die Hungersnot von 1946 bis 1947 mit auslöste. Die Dürre hatte verheerende Ernteausfälle zur Folge, und die Ernteerträge von Getreide und Kartoffeln waren jeweils 60 % kleiner als im Vorjahr. Die Ernte von 1946 war die zweitkleinste der sowjetischen Geschichte, nur noch untertroffen von der sowjetrussischen Ernte des Jahres 1921 (als Estland, Lettland, Litauen, die Westukraine und Westbelarus („Kresy“), Bessarabien und die nördliche Bukowina noch nicht zur Sowjetunion gehört hatten).

### Nachkriegsschwerpunkte der Sowjetpolitik
Josef Stalins Regierung war in der unmittelbaren Nachkriegszeit und im geostrategischen Klima des aufziehenden Kalten Kriegs darauf bedacht, auf keinen Fall internationale Schwäche zu zeigen. Die ideologischen Spannungen zwischen den kapitalistischen Westmächten USA und Großbritannien und der kommunistischen UdSSR, zeitweise von der Notwendigkeit des Zweiten Weltkriegs überdeckt, wurden erneut politisch dominant.
Während der Hungersnot setzte die Sowjetregierung Getreideexporte fort (auch wenn diese im Jahr 1947 in Reaktion auf die ernährungspolitische Lage reduziert wurden). Im Jahr 1946 wurden 1,7 Millionen Tonnen Getreide ausgeschifft, weitere 800.000 Tonnen im Jahr 1947, und schließlich 3,2 Millionen Tonnen im Jahr 1948, nach Ende der Hauptphase der Hungersnot. Auch die militärstrategische und wirtschaftliche Vorbereitung auf einen möglichen Dritten Weltkrieg gegen die angloamerikanischen Westmächte spielte in der stalinistischen Politik eine Rolle.
Die Sowjetregierung setzte zu verschiedenen Zeiten verschiedene Impulse in der Nahrungsmittelpolitik. Nachdem die Preise im Februar 1946 drastisch gesenkt wurden, verloren im Oktober 1946 viele Sowjetbürger ihre Lebensmittelkarten, nachdem Brotpreise im September angehoben worden waren.

## Verlauf der Hungersnot
Frühe Vorzeichen der Hungersnot waren bereits im Winter 1945/46 sichtbar. Die Qualität des Brotes wurde schrittweise von den städtischen Bäckereien reduziert, und sowjetische Betriebe hatten oft mehrwöchige Perioden, in denen an keinem einzigen Tag das tägliche Lebensmittelproduktionsziel erreicht werden konnte. Ab Januar 1946 wurde in mehreren sowjetischen Provinzen Viehfutter zum menschlichen Bedarf umfunktioniert. Lieferungen entlang des Straßennetzes wurden durch Kriegsschäden und Treibstoffknappheit zusätzlich behindert.
Zwischen März und April 1946 kam es zu mehreren schwerwiegenden Unterbrechungen des Nahrungsnachschubs, teilweise ausgelöst durch die Entscheidung der Regierung vom 26. Februar 1946, die Preise mehrerer Nahrungsmittel drastisch zu reduzieren. Die Sowjetbürger begannen daraufhin, schneller Nahrungsmittel aufzukaufen, als dass Lieferanten sie in den Läden ersetzen konnten. Die Sowjetregierung drängte daraufhin noch schneller als zuvor zur Ablösung der Lebensmittelkarten in der Nahrungsversorgung.
Der Sommer 1946 brachte die Dürre von 1946 mit sich. Die Ernteerträge brachen im Vergleich zum Vorjahr ein, und der Nahrungsnachschub für die ohnehin schon unterversorgten sowjetischen Großstädte, besonders im Westen des Landes, war nun vollkommen ungewiss. Viele Staatsbetriebe mussten schließen. Der Sowjetstaat setzte jedoch trotz der innerländischen Versorgungsengpässe die Politik der Lebensmittelexporte weiter fort. Erst 1947 kam es zu deutlichen Exportkürzungen, und Getreideexporte fielen von 1,7 Millionen (1946) auf 800.000 Tonnen (1947).
Zum Zwecke der staatlichen Umverteilung des Getreides, insbesondere zugunsten der Großstädte, der Exporte und der Roten Armee, wurden in Verlauf des Jahres 1946 17,5 Millionen Tonnen Getreide zwangsrequiriert.
Am 29. August 1946 spielte Josef Stalin in einem Gespräch mit dem amerikanischen UNRRA-Chef Fiorello LaGuardia die Ausmaße der Versorgungsengpässe in der Sowjetunion herunter. Die Regierung der Vereinigten Staaten hatte zwar am 1. März 1946 ein Hungersnot-Notfall-Komitee (Famine Emergency Committee) unter der Leitung von Herbert Hoover (der bereits die ARA während der Hungersnot von 1921 bis 1922 geleitet hatte) einberufen, aber Hilfeleistungen an die Sowjetunion wurden aufgrund der Zurückhaltung und Geheimhaltung der Sowjetunion deutlich verlangsamt.
Im September 1946 folgte die politische Kehrtwende gegenüber den Preissenkungen des Februars 1946, und die Lebensmittelpreise wurden angehoben. Zwar werden auch Löhne erhöht, doch sind die Lohnerhöhungen nicht proportional zu den Preissteigerungen der Lebensmittel, und es wurde für viele Menschen unmöglich, ausreichend Essen zu kaufen. Am 1. Oktober 1946 wurde zusätzlich die Zahl von Sowjetbürgern, die ein Anrecht auf Lebensmittelkarten haben, drastisch reduziert.
Im Verlauf des Oktobers 1946 war die Sowjetregierung gezwungen, die Verkaufsmenge von Brot nach unten zu korrigieren, und am 1. November 1946 wird die Zusammensetzung des Brotes landesweit umgestellt; Weizenanteile wurden reduziert und die Anteile von Saat-Hafer, Gerste und Mais erhöht, was den Nährwert des Brotes zusätzlich verringerte.
Im Dezember 1946 schließlich waren die Versorgungsengpässe endgültig in eine Hungersnot übergangen. Zahlreiche landwirtschaftliche Kolchosen und Sowchosen waren aufgrund von Lebensmittelmangel, Viehverlusten und Lebensmittelrequirierungen nicht mehr in der Lage, die eigenen Arbeiter ausreichend zu versorgen. Tausende Landwirtschaftsbetriebe waren von Hungersnöten betroffen. Die Todeszahlen durch Hunger steigen drastisch.
Die Todeszahlen gipfelten zweimal, jeweils im März und im Verlauf der Monate Mai und Juni 1947. Viele sowjetische Großstädte verzeichneten zwischen Januar und Juni 1947 zehntausende Fälle von Dystrophie (im sowjetischen Medizinjargon der bevorzugte Euphemismus für Unterernährung).
Die Hungersnot endete weitgehend bis Herbst 1947, nachdem die ausreichend gute Ernte von 1947 die grundlegende Lebensmittelversorgung der Sowjetunion gesichert hatte, und war im Dezember 1947 endgültig vorbei. Der Rubel wurde durch eine Währungsreform im Dezember 1947 zusätzlich im Wert abgestützt. Dennoch hielten Versorgungsengpässe, wenn auch nicht großflächig lebensbedrohlich, bis in die frühen 1950er an.

## Reaktionen in der Sowjetunion
Innerhalb der Sowjetunion gab es vielfältige und oft widersprüchliche Reaktionen der Zivilbevölkerung auf die Hungersnot und die damit einhergehende Politik der Sowjetregierung. Nach den Preiserhöhungen auf Lebensmittel im September 1946 gab es weitreichenden Unmut in der Zivilbevölkerung, da eine solche Politik der kommunistischen Ideologie augenscheinlich stark zuwiderlief. Dennoch war zu beobachten, dass der Personenkult um Josef Stalin weiterhin so stark war, dass sich der Volkszorn nicht gegen den Staatschef richtete, sondern gegen eine unklar definierte Korruption innerhalb der KPdSU. Alternativ konnte ein für parteitreue Bürger willkommener Sündenbock in den angloamerikanischen Westmächten gefunden werden.

## Reaktionen der USA
Die Vereinigten Staaten von Amerika, welche den Zweiten Weltkrieg wirtschaftlich, demographisch und militärisch größtenteils unversehrt beendeten, waren 1945 die erste Atommacht der Welt geworden und zu diesem Zeitpunkt mit Abstand die mächtigste Nation der Erde. Dennoch war es für die amerikanische Regierung um Harry S. Truman nützlich, die UdSSR als Feindbild zu etablieren, um damit der amerikanischen Öffentlichkeit eine aggressivere Außen- und Bündnispolitik, insbesondere unter Gesichtspunkten der Truman-Doktrin von 1947, schmackhaft zu machen. Daher nahm die amerikanische Regierung die Versuche der Sowjets, die Hungersnot zu verschleiern, dankend hin. Obwohl Harry Truman seit mindestens Dezember 1946 durch amerikanische Geheimdienstberichte das volle Ausmaß der humanitären Katastrophe in der UdSSR bekannt war, machten die Amerikaner die Hungersnot in der UdSSR nicht zum weltpolitischen Thema und leisteten damit der Machtprojektionspolitik der Sowjetregierung Vorschub, um eben diese Machtprojektion im Umkehrschluss zu nutzen, um weitere amerikanische Expansionspolitik zu rechtfertigen.
Da der amerikanischen Öffentlichkeit die Hungersnot größtenteils unbekannt blieb, arbeitete die amerikanische Regierung unbehelligt auf die Auflösung der UNRRA hin, welche zu diesem Zeitpunkt unerlässliche Hilfe in den westlichen Gebieten der Sowjetunion leistete. Die US-Regierung war damit unzufrieden, dass die UNRRA größtenteils aus amerikanischen Taschen finanziert wurde und dass diese amerikanischen Geldmittel nicht vorteilsbringender eingesetzt wurden. Nach der Auflösung der UNRRA im Jahr 1947 investierten die USA ihre Wirtschafts- und Aufbauhilfen stattdessen in den Marshallplan von 1948. Die immer stärker antisowjetische Außenpolitik der Truman-Regierung mündete schließlich 1949 in der Gründung der NATO.

## Todeszahlen
Die Schätzungen von Todeszahlen sind aufgrund der Kriegsschäden an sowjetischer Infrastruktur, Behörden und Archiven schwierig. Neuere Werke geben üblicherweise Schätzungen von über 1 Million und unter 2 Millionen Todesopfern.
- Das Schwarzbuch des Kommunismus (1997) gibt eine Schätzung von 500.000 Todesopfern.[27]
- Der amerikanische Historiker Timothy Snyder schätzt in seinem Buch „Bloodlands“ (2010) 1.000.000 Tote.[28]
- Eine ähnliche Schätzung, von rund 1.000.000 Todesopfern, wird im Jahr 2000 vom russischen Historiker Vladimir A. Isupov gegeben.[29]
- Nicholas Ganson gibt in seinem Standardwerk über die Hungersnot von 1946–1947 (2009) eine Schätzung von 1.000.000 bis 2.000.000 Todesopfern.[1]
- Venjamin Zima schätzt in seiner Monografie über die Hungersnot (1996) die Zahl der Todesopfer auf mindestens 2.000.000, mit mindestens 500.000 Toten allein in der Russischen SFSR.[4]

Mehrere Bevölkerungsgruppen waren von der Hungersnot schwer getroffen, darunter Senioren, Arbeitslose, Behinderte, kriegsversehrte Veteranen und bestimmte Berufsgruppen, darunter Lehrer und Büroangestellte. Doch mit Abstand die am schwersten betroffene Bevölkerungsgruppe waren Kinder, insbesondere Kleinkinder unter zwei Jahren. Zusätzliches Risiko betraf zudem Familien mit einem Elternteil (insbesondere Soldatenwitwen mit Kindern) und Vollwaisen. Verzweifelte junge Eltern setzten Kleinkinder oft aus und überließen sie dem Tode, um die Überlebenschancen für den Rest der Familie zu erhöhen.

## Nachspiel

### Kulturelles Erbe
Die Hungersnot von 1946 bis 1947 ist aufgrund der wesentlich dominanteren Hungersnot von 1932 bis 1933 weitgehend in Vergessenheit geraten, selbst in Russland. Innerhalb der ehemaligen Staaten der Sowjetunion nimmt die Republik Moldau einen besonderen Rang in Bezug auf die Hungersnot von 1946 bis 1947 ein, da die Moldauische SSR zum einen während der Hungersnot von 1946 bis 1947 große Verluste erlitt und zum anderen vor dem Zweiten Weltkrieg als Teil Bessarabiens zum Königreich Rumänien gehörte, wodurch die Hungersnot von 1932 bis 1933 in Moldau keine so große zentrale historische Rolle einnimmt.

### Die Hungersnot von 1946–1947 in der Geschichtsschreibung
In der Geschichtsschreibung dauerte es bis in die 1990er, bis die Hungersnot von 1946 bis 1947 zu einem ernsthaft studierten Subjekt der sowjetischen Geschichte wurde. Der russische Historiker Venjamin F. Zima veröffentlichte im Jahr 1996 die erste Monografie in der russischen Sprache über die Hungersnot. Zimas Einschätzung der Hungersnot, besonders seine sehr hohen Schätzungen von Opferzahlen und seine These einer bewusst von der sowjetischen Regierung herbeigeführten Hungersnot, wurden jedoch von nachfolgenden Historikern kritisiert und gelten als überholt. Ein neueres Buch über die Hungersnot, welches Anerkennung als englischsprachiges Standardwerk über die Hungersnot gefunden hat, ist Nicholas Gansons The Soviet Famine of 1946–1947 in Global and Historical Perspective, veröffentlicht im Jahr 2009.

## Bibliographie
- Michael Ellman: The 1947 Soviet Famine and the Entitlement Approach to Famines. In: Cambridge Journal of Economics. Band 24, Cambridge Political Economy Society, 2000, S. 603–630 (englisch).
- Nicholas Ganson: The Soviet Famine of 1946–1947 in Global and Historical Perspective. 1. Auflage. Palgrave Macmillan, New York City 2009, ISBN 978-0-230-61333-1 (englisch).
- Ivan Mefodievich Volkov: The Drought and Famine of 1946–47. In: Russian Studies in History. Band 31, Nr. 2, Oktober 1992, ISSN 1061-1983, S. 31–60, doi:10.2753/RSH1061-1983310231 (englisch).
- Vladimir F. Zima: Golod v SSSR 1946–1947 godov: proiskhozhdeniie i posledstviia. Russische Akademie der Wissenschaft, Moskau 1996, ISBN 5-201-00595-0. (russisch).
- Elena Zubkova: Russia after the War: Hopes, Illusions, and Disappointments, 1945–1957. M.E. Sharpe, Armonk 1998, ISBN 0-585-00171-5. (englisch).